# Evolução dos cefalópodes
Os cefalópodes têm uma longa história geológica, sendo os primeiros nautilóides encontrados no estrato do Cambriano superior, e supostos representantes do  grupo coroa presentes em lagerstätte do Cambriano inferior.
A classe desenvolveu-se durante o Cambriano médio, e passou por pulsos de diversificação durante o período Ordoviciano, tornando-se diverso e dominante nos mares do Paleozoico e Mesozoico. Fauna tomotiana como Tommotia foram outrora interpretados como cefalópodes primordiais, mas são hoje reconhecidos como escleritos de  animais maiores, e os cefalópodes aceites mais antigos datam do Período Cambriano Médio. Durante o Cambriano, cefalópodes são mais comuns em ambientes perto da costa de baixa profundidade, mas também já foram encontrados em águas profundas. Pensava-se que cefalópodes tinham surgido de dentro do clado de Monoplacophora triblidideos. Contudo, estudos genéticos sugerem que são mais basais, formando um grupo-irmão aos Scaphopoda mas de outro modo basais a todas as grandes classes de moluscos. A filogenia interna de Mollusca no entanto está aberta a interpretações.